# Honky Tonk Women
〈Honky Tonk Women〉은 롤링 스톤스의 1969년 히트곡이다. 이 곡은 1969년 7월 4일부터 영국에서, 그리고 일주일 후에 미국에서(나중에 《Let It Bleed》 음반에 〈Country Honk〉라고 불리는 컨트리 버전이 포함되었음에도 불구하고) 발매된 싱글만 발매된 곡이었고, 양국에서 모두 1위를 차지했다.

## 〈Country Honk〉
〈Country Honk〉는 음반 《Let It Bleed》(1969년) 이후 5개월 만에 발매된 〈Honky Tonk Women〉의 컨트리 버전이다. 위에서 언급한 바와 같이, 국가 배치는 〈Honky Tonk Women〉의 원래 개념이었다.
〈Country Honk〉는 올림픽 스튜디오에서 녹화되었다. 바이런 버라인은 트랙에서 바이올린을 연주했고, 그램 파슨스가 그가 그 일에 선발된 것에 책임이 있다고 말했다(버라인은 이전에 파슨스의 밴드인 플라잉 버리토 브러더스와 함께 녹음했었다). 글린 존스 프로듀서는 버라인이 자신의 부분을 스튜디오 바깥의 포장도로에 녹음해 그 숫자에 분위기를 더해야 한다고 제안했다. 롤링 스톤스의 투어 매니저인 샘 커틀러는 트랙의 시작 부분에서 자동차 경적을 연주했다. 나네트 워크맨은 이 버전에서 백 보컬을 한다(비록 음반 소매는 여배우 나네트 뉴먼에게 공을 들였지만). 버라인의 바이올린 연주와 모든 보컬은 엘렉트라에서 녹음되었다. 바이올린이나 믹 테일러의 슬라이드 기타가 들어있지 않은 해적판은 존재한다. 리처즈는 〈Country Honk〉가 원래 〈Honky Tonk Women〉이 어떻게 쓰여졌는가라고 반복해서 말했다.

## 인증
| 국가                       | 인증 | 판매량/출하량 |
| -------------------------- | ---- | ------------- |
| 미국 (RIAA)                | 골드 | 1,000,000^    |
| ^출하량을 기반으로 한 인증 |      |               |